# ERMA
De naam ERMA is een afkorting van de in 1922 opgerichte Erfurter Maschinen- und Werkzeugfabrik Bertold Geipel GmbH te Erfurt Duitsland. Sedert 1949 was deze fabriek (onder de naam Erma Werke GmbH) gevestigd in Dachau. Zij maakten diverse modellen en soorten pistolen en revolvers, alsmede een kaliber.22LR uitvoering van de .30-M1 karabijn.
In 1990 verhuisde dit bedrijf naar Suhl, waar het in 1998 failliet ging.